# シュラクサイのディオン
ディオン（古代ギリシア語: Δίων、ラテン文字転記：Dion、紀元前408年 - 紀元前354年）は、シュラクサイの政治家である。プラトンの弟子であり、彼の『第七書簡』等にその交友の詳細が書かれている。

## 生涯

### ディオニュシオス1世の忠臣

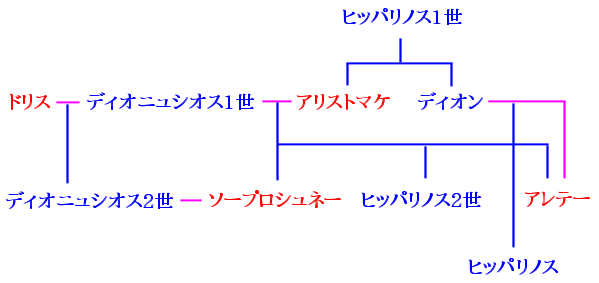
ディオニュシオス家とヒッパリノス家の複雑な関係。ディオニュシオス2世は異母妹と、ディオンはその妹で自身の姪と、それぞれ結婚している。

ディオンはヒッパリノスの子で、姉アリストマケはシュラクサイの僭主ディオニュシオス1世の妻で、ディオニュシオス1世の娘アレテと結婚していた。ディオンはその知恵のためにディオニュシオス1世の寵愛を受け、高貴で気位が合って男らしい性格であり、シュラクサイでは富と名声において傑出した人物であった。紀元前388年にディオンは哲学者プラトンを呼び寄せてディオニュシオス1世を感化して賢君たらしめようとした。なお、ディオンはプラトンとは同性愛関係にあり、プラトンの稚児であったといわれている。ディオニュシオス1世は最初はこの高名な哲学者を敬っていたが、プラトンが最も勇気がないのは独裁者であり、正義心を持った者が幸福で不正義な人間は不幸であると説いたのを聞くと自分が非難されていると思い、プラトンをギリシアに送り届けるスパルタ人提督ポリスに彼を奴隷に売るか殺すよう求め、アイギナで奴隷に売らせた。

### ディオニュシオス2世治世下のディオン
紀元前367年にディオニュシオス1世が死んでその息子ディオニュシオス2世が新しい僭主として即位するとディオンはカルタゴの脅威を除くための方策を提議し、僭主が平和を望むならばディオンがリビュアに渡って和平のための処置をするし、戦争を望むならば自費で三段櫂船50隻を提供すると述べた。ところが、群臣たちはディオンに嫉妬して彼が僭主の地位を狙っていると讒訴し、当のディオニュシオス2世も酒と女や下卑た遊びに溺れて放蕩生活をするという絵に描いたような暗君であった。それらの遊びに耽らなかったことをが輪をかけ、ディオンは僭主とその群臣たちから疎まれた。とはいえ、ディオンの側にも原因が皆無と言うわけではなく、彼には「生まれつき尊大な性格と人の近づけない付き合いにくい荒さがあった。現に甘言で耳が腐った若い人から見ると、相手として無愛想で素気ないばかりでなく、親しく付き合ってこの人の性格の率直と高貴を喜んでいる人の多くも、人に接する態度を非難して、頼みにくるものを政治家に似合わず粗暴に扱うと言っていた」（引用にあたって一部語句を改めた）。
そこでディオンはディオニュシオス2世の性格を矯正して徳性を培養しようとし、プラトンを再び招いた。これを受け、反ディオン派はその対抗馬として先代僭主に追放されていた人物で、僭主制の支持者であったフィリストスを追放先から呼び寄せた。さらに反ディオン派は彼を誹謗中傷したため、ディオンはディオニュシオス2世がプラトンの教育によって軟化しなければ彼を退位させて民主政を敷くことを決めた。

### ギリシアへの追放
プラトンの第二次来訪（紀元前367年）を僭主をはじめとしたシュラクサイ人は熱烈に歓迎した。その一方で反ディオン派はディオンがプラトンの教えで僭主から支配権を手放させて自分の一族に支配権を渡すつもりだと中傷し、折しもシュラクサイと講和については自分が万事手抜かりなく行うから自分のいないところでは会見を行わないように勧めるという内容のディオンがカルタゴへ宛てて書いた手紙が僭主に知られた。さらに、プラトンが僭主制を廃して民主制を敷くようにディオニュシオス2世に説いたのにフィリストスがこれに反対した。これらのこととあわせてディオンを自身の地位への脅威と見なしたため、ディオニュシオス2世はディオンを国外へ追放しようとした。しかし、人々がディオンの追放に怒って騒動を起こそうとしたため、ディオニュシオス2世はディオンは旅行に行くのだと弁明し、彼の財産やその奴隷と一緒にペロポネソス半島へと彼を送るよう命じた。
ディオンはアテナイに滞在してアカデメイアの哲学者たちと交遊し、当時では名誉なことであるとされていた合唱隊の費用負担などをした。彼は他国も訪問して各地で歓待され、スパルタは彼に市民権を授けた。

### 反旗を翻す
一方のディオニュシオス2世はプラトンが恋しくなって三度彼を呼んだ。僭主は最初はプラトンを敬っていたが、やがてディオンの領地を没収して売り払い、詳しい事情は不明であるがプラトンを亡き者にしようとした。しかし、イタリアの都市タラスの将軍で哲学者でもあったアルキュタスが救出に出向き、事なきを得た。
ディオンはこの件と自身の妻アレテを僭主がその親衛隊長ティモクラテスと無理矢理結婚させたことに憤慨し、ついに僭主の打倒を決意した。ディオンは傭兵を集め、プラトンの甥スペウシッポスらアカデメイアの哲学者たちはシケリアの僭主から解放というディオンの計画に協力し、エウデモスやティモニデス、予言者ミルタスといった哲学者たちが遠征に参加した。ディオンにつき従い、紀元前357年に集合場所のザキュントス島に集結したのは25人の僭主による追放者（追放者は1000人いたが、他の者は臆病風に吹かれて不参加であった）、800人の傭兵であった。というのも僭主は多くの同盟国を有し、10万の歩兵と1万の騎兵と400隻の軍船、そして豊富な物資と資金を持っていると言われており、ディオンの試みを誰もが無謀な試みであると見なしていたからだ。
輸送船2隻とそう大きくない船1隻、そして三段櫂船2隻で出航したディオン一行はイアピュギア（イタリア半島の長靴のかかと）でフィリストスが待ち伏せをしているとの情報を受けて迂回したが、アフリカまで風に流された。そこでシケリアへと向かい、カルタゴが支配していたミノア（南岸西部の町）という町の沖合に停泊し、同地の将軍でディオンの友人でもあったシュナロス（ディオドロスによればパラロス）から迎えられた。ディオンはそこに鎧500揃いを預け、後になってシュラクサイに運んでくれるようシュナロスに頼み、自身は手持ちの傭兵部隊を率いてシュラクサイへと進軍した。道中アクラガス、ゲラなどシケリア中の多くの都市から人が合流し、その兵力は20000人にも膨れ上がった。
一方その時ディオニュシオス2世はイタリアのカウロニア近くにおり、シュラクサイを留守にしていたため、後事を任されていたティモクラテスは主に事を知らせる手紙を送ったが、アクシデントが起こって届かなかった。エピポライを守っていたレオンティノイとカンパニアの兵に見捨てられたティモクラテスはディオンが市に入城するや逃走した。これはディオンがシケリアに上陸してから二日目のことであった。
ディオンはシュラクサイの人々から熱烈な歓迎を受け、彼とその弟のメガクレスは全権将軍に任じられた。ディオンの入城から七日目にディオニュシオスが戻ってきてアクロポリスに籠城した。これを受け、ディオンはミノアに置いてきた武器を運ばせて市民にそれを分配して武装させた。
ディオニュシオス2世は交渉を申し出たが、ディオンは支配権を放棄するならば身の安全は保障すると答えた。これを受けて僭主は交渉の使者を送るよう求めたが、使者は拘束された。とどのつまりこれは僭主の策略であって、彼はフィリストスに帰還を命じ、その一方で市民に出し抜けに攻撃を仕掛けさせた。しかしその軍勢はディオンの軍勢の勇戦によって敗退し、アクロポリスに逃げ戻った。
しかしこれ以降ディオンは敵は味方にもいることを思い知らされる。勝利の後、僭主からディオンの許へと息子ヒッパリノスからと称された偽手紙が届き、市民の前で読み上げられた。それにはディオンがかつて僭主に協力していたこと、そして懇願と弁明の形を取りながらディオンへの誹謗が書かれていた。それと同時に講和の打診があったが、ディオンは唯一受け入れることができる条件はディオニュシオス2世の退位だと答えて突っぱねた。折しもディオンとは別に僭主制転覆を目指していたヘラクレイデス率いる艦隊20隻と1500人の兵士が入港してきて、彼はディオンへの支持が低下しているのに乗じて市民を自分の味方に付けようとした。そこで人々は集会を開いてヘラクレイデスを公式に提督に選出しようとしたが、ディオンはこれは全権将軍である自分の権限への侵害であるとして反対したため、提督になれなかった。しかし、ディオンはその後にヘラクレイデスを家に招いて名誉心にかられて余計な不和を招く恐れがある彼の行動をたしなめた後、改めて自分が集会を召集して彼を提督に任命した。ヘラクレイデスは表向きは感謝したが反ディオン工作を続けた。さらにソシスという男がディオンを非難して民衆を扇動しようとし、ディオンの傭兵にやられたと言って血塗れで人前に出てきた。このために真偽を問いただす裁判が開かれたが、彼は僭主の護衛兵の兄弟であって市民の不和は僭主の利になり、目撃証言から彼の自作自演だと判明したため、死刑になった。このような状況下での慶事は艦隊を率いてシュラクサイ近海にやってきたフィリストスが海戦に敗れて自害したことであった。
最も頼りとする家臣を失ったディオニュシオス2世はイタリアに退去する代わりにギュアルタという土地からもたらされる収入をもらいたいと求めたが、ディオンは市民に言えと答えた。勝利で強気になった市民は僭主を生け捕りにするつもりで使節を追い返たため、僭主はアクロポリスを息子のアポロクラテスに任せて自身はこっそり脱出した。一方反ディオンの党派を組んだヘラクレイデスは土地の分配を要求し、ディオンの峻厳さを厭う民衆に傭兵への給与支払い停止と将軍のすげ替えを議決させた。その結果、ヘラクレイデスを含む25人の将軍が選出され、ディオンとその傭兵を殺そうとした。
ディオンは人々を説得しようとしたが失敗し、傭兵ともどもレオンティノイへと退去した。恩知らずなことにシュラクサイ市民はディオンを追って攻撃を仕掛けたが、彼の反撃にあって破れた。レオンティノイの人々はディオンを歓迎して傭兵たちに市民権と給与を与え、シュラクサイ人は使者を送ってディオンを弾劾したが、レオンティノイをはじめとした同盟諸都市は不正なのはシュラクサイ人であると見なした。

### つかの間の勝利
その一方でアクロポリスの僭主の傭兵たちは食料の欠乏のために追い詰められてあわや降伏というところまでいった。ところが、ネアポリス人の将軍ニュプシオスが物資を満載した船団を率いてやってきた。彼の到着で元気を取り戻した僭主の軍勢はアクロポリスから打って出て油断しきっていたシュラクサイ人に攻撃を仕掛けて略奪、放火と狼藉を働いた。進退窮まったシュラクサイ人は、彼を追い出した舌の根も乾かぬうちにディオンに助けを求めた。ディオンはシュラクサイ人の彼への扱いを水に流して救援に赴き、ニュプシオスは4000人の戦死者を出して敗退した。
この時、ヘラクレイデスとその叔父テオドテスはディオンに罰するなら罰するよう身を差し出した。しかし、ディオンはアカデメイアで自分は怒りや妬み、競争心を押さえる訓練を積んだし、権力や知謀よりも寛大と親切と正義心で勝っていると思われたいし、その方が優れているとして彼らを許した。しかし、ヘラクレイデスは先の悔悟が嘘のようにディオンは僭主になろうとしているとして彼を演説で非難し、こともあろうにスパルタ人ファラクスを通して僭主と協定を結んだ（協定の具体的な内容は不明である）。さらにディオンは味方からもヘラクレイデスを許したことを非難された。
それらを受け、ディオンはアクラガスに陣を張っていたファラクスの許まで軍を率いて向かった。ディオンは一まずは話し合いで解決して戦うのはまたの機会にしようと考えていたが、ヘラクレイデスらがディオンは戦いを長引かせて支配を続けようとしていると騒ぎ立てたため戦ってみたものの、味方の分裂のために破れた。その後ディオンはメッセネにいたヘラクレイデスがシュラクサイに戻って市を掌握してディオンを締めだそうとしているとの知らせを受けた。さらにヘラクレイデスはシケリアを征服するためにやってきたスパルタ人ガイシュロスを迎え入れて役人にしようとしていた。ディオンはこのスパルタ人を説得して役人になることをあきらめさせ、さらに二人のシュラクサイ人を和解させて有事の際にはディオンの味方に付くことを誓わせた。
その後、アクロポリスの封鎖が完成して食料が乏しくなったため、アポロクラテスは休戦を申し入れてついにシュラクサイを退去した。この時のシュラクサイ人の喜びようはひとしおで、この日の自由の太陽を拝めぬ者は気の毒だと叫ぶ声さえあったという。しかし、懲りもせずヘラクレイデスが攻撃を始めたため、遂にディオンは再三足を引っ張ってきたこの手の施しようのない反対者を手の者に殺させた。

### ディオンの最期
この時ディオンは、プルタルコスによれば、王政と民主政を混ぜ、重要事項は貴族が指導する体制を樹立しようとしていた。しかし、ディオンの理想とはうらはらにヘラクレイデスの暗殺は人々にディオンへの恐怖と不信感を植え付け、この機運を見て取った傭兵の指揮官カリッポス（コルネリウス・ネポスによればカリクラテス）はディオンから支配権を奪取しようと目論んだ。彼はディオンに自分がディオンの反対者の首領のふりをして不穏分子を集めていぶり出すことを献策した。ディオンはこれを信じ、カリッポスの真の狙いに気付いた妻と姉が忠告してもこれは自分の考えであると答えて聞かなかった。その一方でカリッポスはディオンの息子ヒッパリノスが自殺した（ネポスによればヒッパリノスはディオニュシオス2世に彼と同じようなだらしない人間になるように年端も行かぬうちから娼婦をあてがわれて酒びたりの生活をし、これを矯正しようとしてディオンが節制生活を強いたところ耐え切れずに自殺したという）のを受け、ディオンはアポロクラテスを後継者にしようとしているというデマを流した。そして一部の傭兵を買収によってて手なずけた上でついにディオン暗殺を決行した（紀元前354年）。ディオンの暗殺の後彼の妻と姉は投獄され、短期間ではあるがカリッポスが僭主として君臨した。カリッポスの死後ディオニュシオス2世が復帰し、ディオンの壮挙は水泡に帰した。シュラクサイの僭主から解放はディオンの死からおよそ10年後のコリントス人ティモレオンの到来を待たなければならない。